# Elisabeth Grousselle
Elisabeth Grousselle (Francia, 6 de febrero de 1973) es una atleta francesa retirada especializada en la prueba de 800 m, en la que consiguió ser medallista de bronce europea en pista cubierta en 2002.

## Carrera deportiva
En el Campeonato Europeo de Atletismo en Pista Cubierta de 2002 ganó la medalla de bronce en los 800 metros, con un tiempo de 2:01.46 segundos, tras la eslovena Jolanda Čeplak (oro con 1:55.82 segundos que fue récord del mundo) y la austriaca Stephanie Graf  (plata).